# Catedrala din Poznań
Catedrala Sfinții Petru și Pavel din Poznań este una dintre cele mai vechi biserici din Polonia și cea mai veche catedrală poloneză, fiind ridicată în sec. X. Ea este amplasată pe insula Ostrów Tumski la nord-est de centrul orașului.

## Istorie
Catedrala a fost construită în a doua jumătate a sec. X în interiorul cetății Poznań, situată atunci pe insula Ostrów Tumski („Insula Domului”). Așezarea a fost unul dintre principalele centre politice ale statului polonez timpuriu și avea un palat ducal (excavat de arheologi începând cu anul 1999, sub Biserica Sfânta Fecioară Maria care stă în fața catedralei). Palatul a inclus și o capelă, posibil înălțată în cinstea soției creștine a lui Mieszko I (întemeietorul și primul conducător al Poloniei), Dobrawa. El însuși s-a botezat în 966, posibil chiar în Poznań - considerat un eveniment crucial în creștinarea Poloniei și consolidarea statului. Biserica a fost construită cam pe atunci, iar la rang de catedrală a fost ridicată în 968 o dată cu sosirea primului episcop, Jordan, în Polonia.
Sfântul Petru a devenit patronul bisericii deoarece fiind prima catedrală din țară avea dreptul să poarte același hram ca și Bazilica Sfântul Petru din Vatican. Biserica pre-romanică ridicată atunci avea lungimea de 48 m. Rămășițele acelei structuri sunt vizibile în subsolul bazilicii actuale. Prima biserică a supraviețuit timp de aproximativ 70 de ani, până în perioada reacțiunii păgâne și a incursiunii ducelui boem Bretislav I (1034-1038). Catedrala a fost reconstruită apoi în stilul romanic, rămășițele căreia pot fi văzute în turnul sudic.
Biserica a fost reclădită din nou în sec. XIV-XV, de data aceasta în stilul gotic, iar în jurul ei a fost ridicată o coroană din mai multe capele. Edificiul a fost afectat de incendii de mai multe ori: după cel din 1622 biserica a fost renovată în stilul baroc, iar după cel din 1772 - în stilul neoclasic. În timpul luptelor pentru eliberarea orașului de sub ocupație germană, la 15 februarie 1945, a izbucnit în incinta catedralei ultimul dintre marile incendii. Stricăciunile au fost atât de serioase încât restauratorii au decis să revină la stilul gotic folosind ca bază zidăria și elementele arhitecturale scoase la iveală de incendiu. Catedrala a fost redeschisă la 29 iunie 1956. 
Papa Pius al VII-lea a ridicat biserica la rang de catedrală arhiepiscopală mitropolitană în 1821 și i-a adăugat un al doilea patron - Sfântul Pavel, iar în 1962 papa Ioan al XXIII-lea i-a conferit titlul de basilica minor.

## Descriere
În prezent catedrala, de 81 m lungime și 43,5 m lățime, are trei nave cu un deambulatoriu în jurul prezbiteriului. Douăsprezece capele și două sacristii sunt amplasate în jurul navelor laterale și a prezbiteriului. Nava principală se ridică la 24,5 m înălțime, pe când turlele au înălțimea de 62 m.
Cele 12 capele sunt:
- Capela Sf. Martin
- Capela Sf. Iosif
- Capela Sf. Cecilia
- Capela Măicii Domnului și a Sf. Francisc Xaveriu
- Capela Sf. Sacrament (Sfintei Taine)
- Capela de Aur
- Capela Madonei Negre de la Częstochowa și Sf. Stanislau Kostka
- Capela Sfânta Inimă a lui Isus
- Capela Maicii Domnului a Îngerilor
- Capela Sfintei Treimi
- Capela Sf. Ioan Cantius
- Capela Sf. Stanislau, episcop martir

## Necropola
Potrivit tradiției în catedrală au fost înmormântați următorii duci și regi polonezi:
- 992 - Mieszko I
- 1025 - Boleslav cel Viteaz
- 1034 - Mieszko al II-lea
- 1058 - Cazimir Restauratorul
- 1239 - Ladislaus Odonic
- 1257 - Przemysł I
- 1279 - Bolesław Pobożny
- 1296 - Przemysł al II-lea

Unii cercetători consideră că nu putem confirma înhumarea tuturor acestor conducători în Catedrala din Poznan pe baza surselor disponibile.

## Galerie

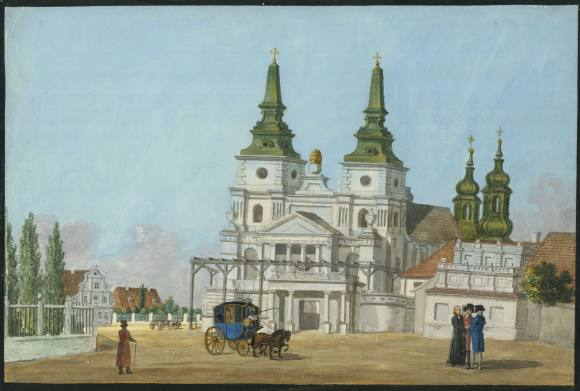
Fațada dinainte de 1945 (ilustrație din 1798)
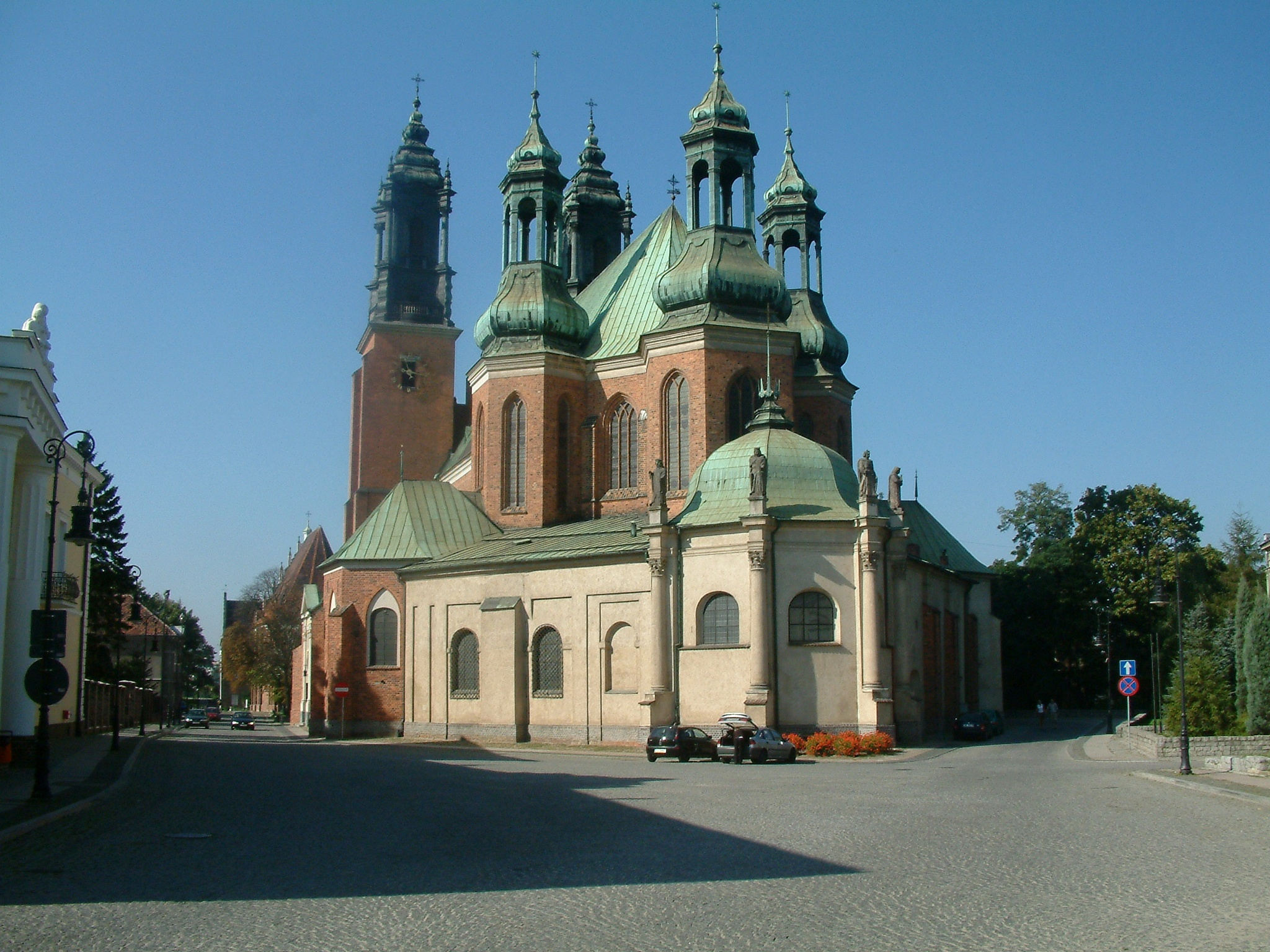
Vedere dinspre est
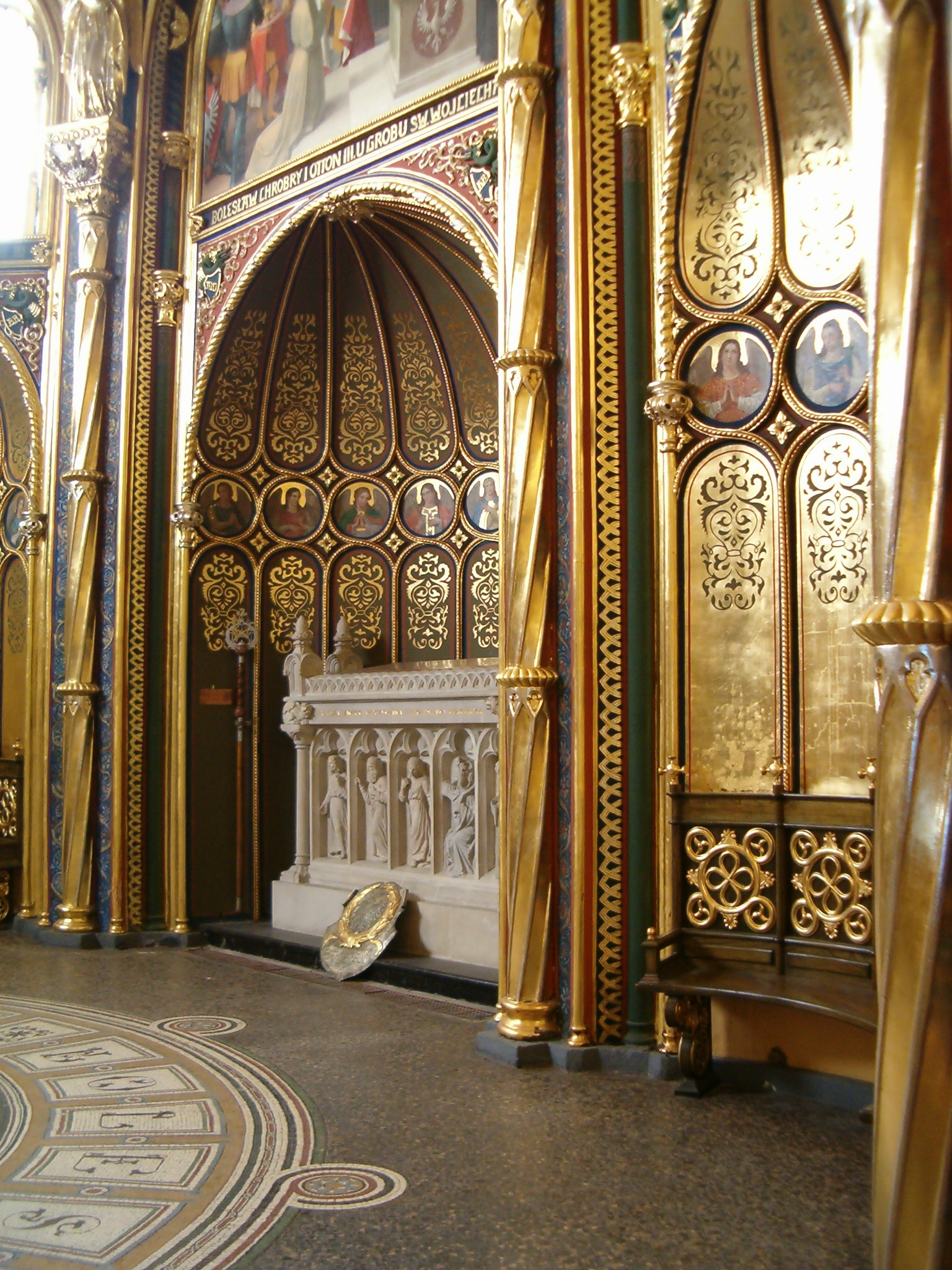
Mormântul lui Mieszko I and Bolesław cel Viteaz
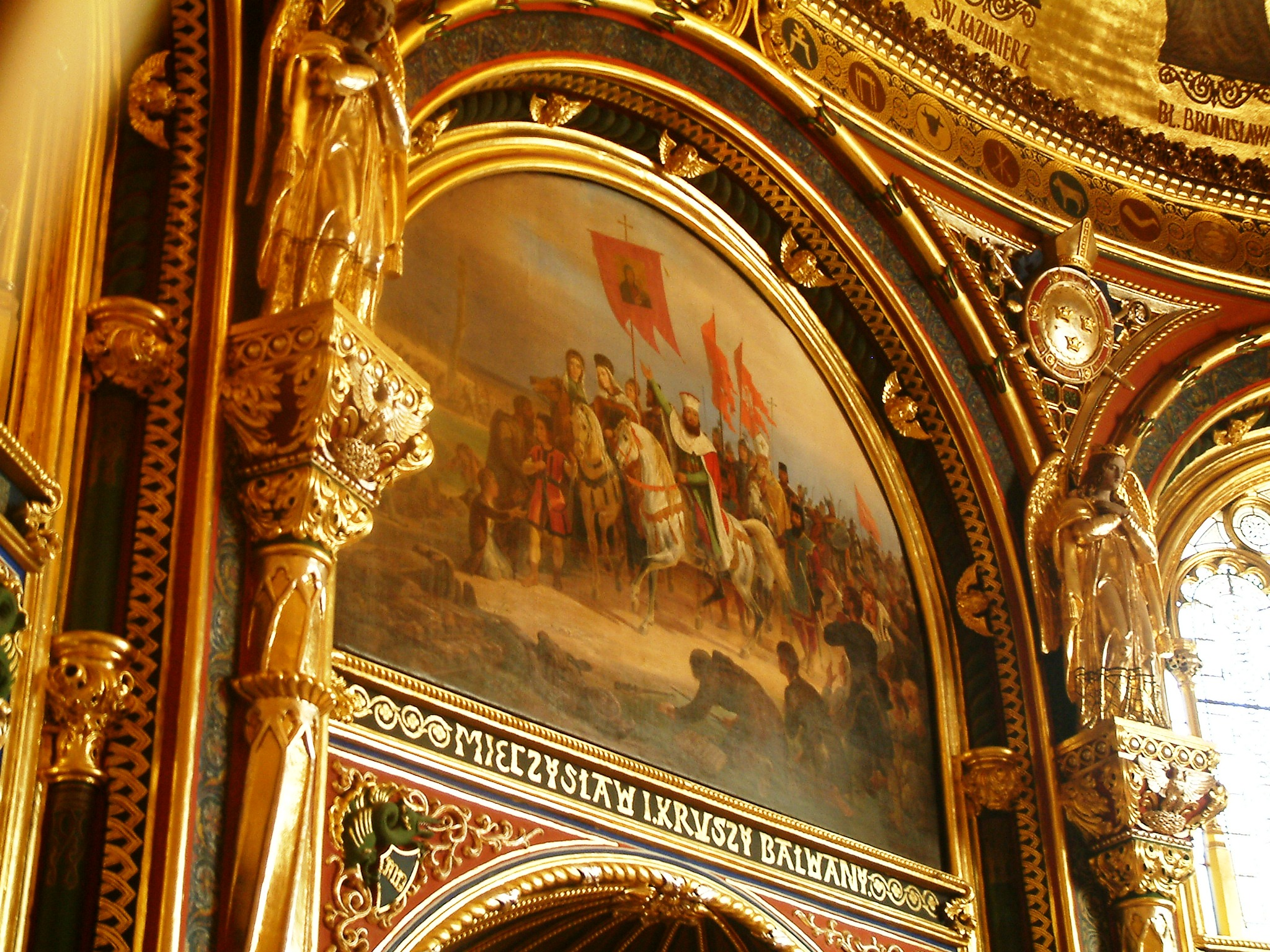
Mieczysław I de January Suchodolski
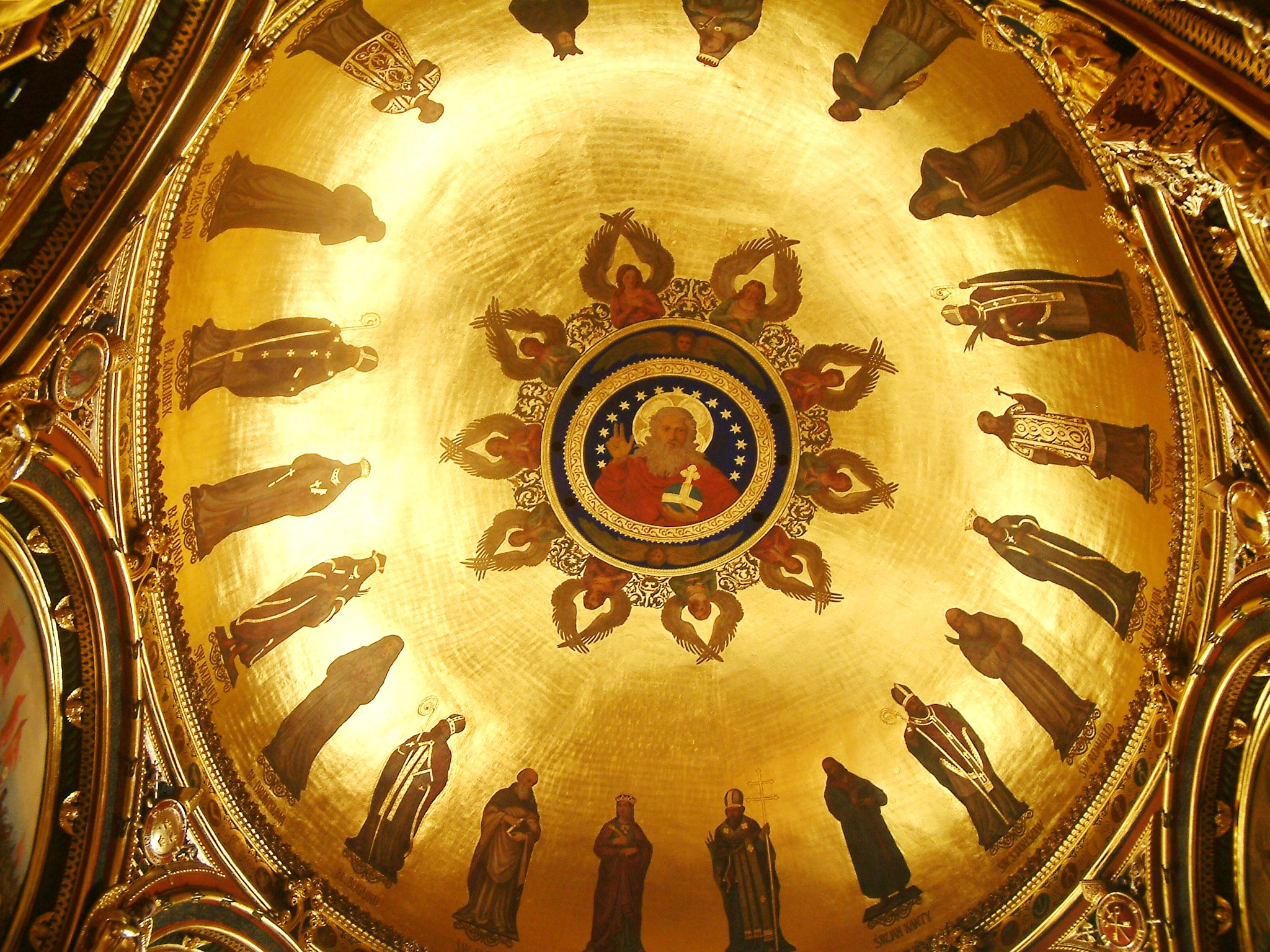
Cupola Capelei de Aur
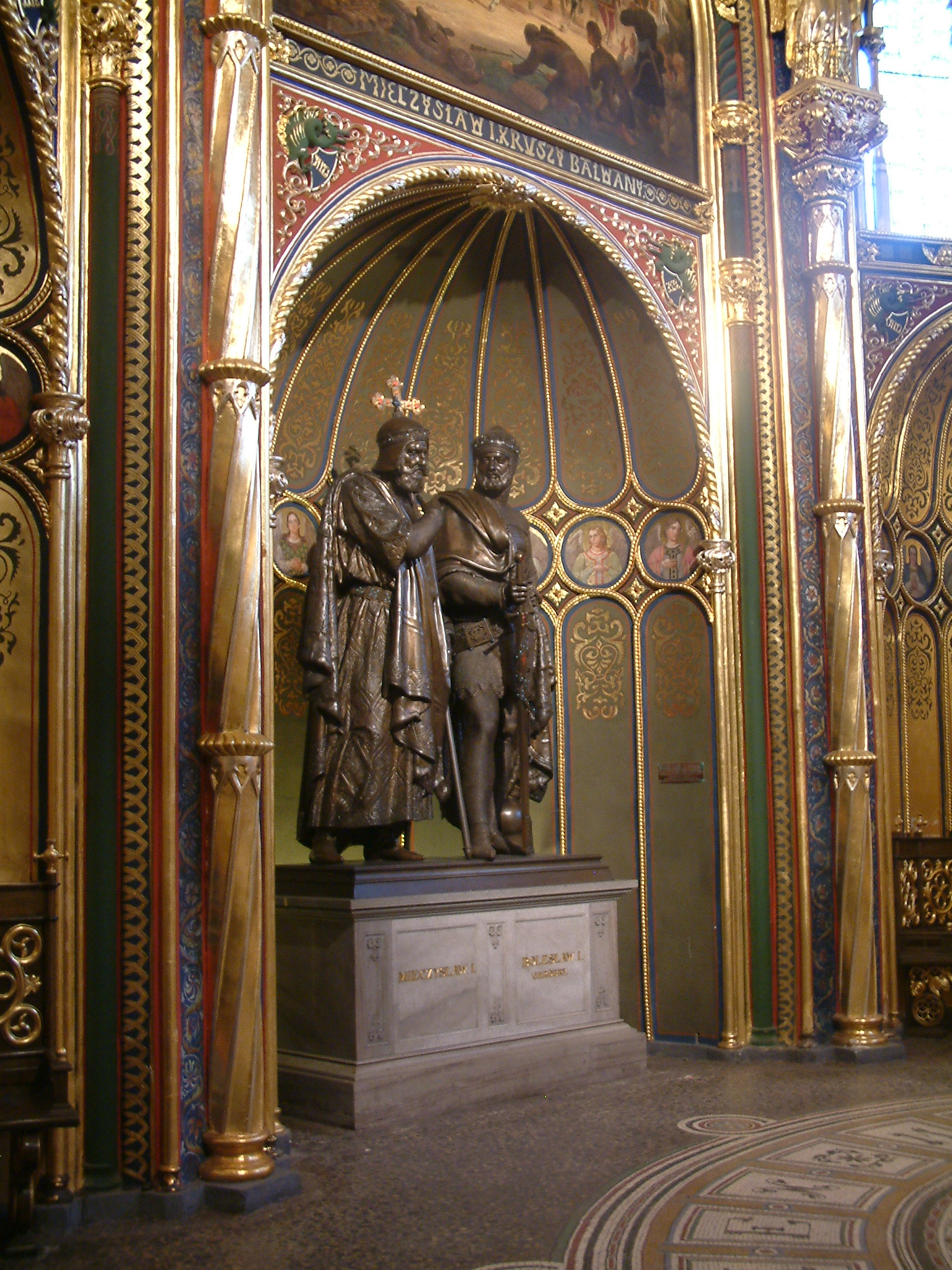
Monumentul lui Mieszko I și Bolesław cel Viteaz, de Christian Daniel Rauch
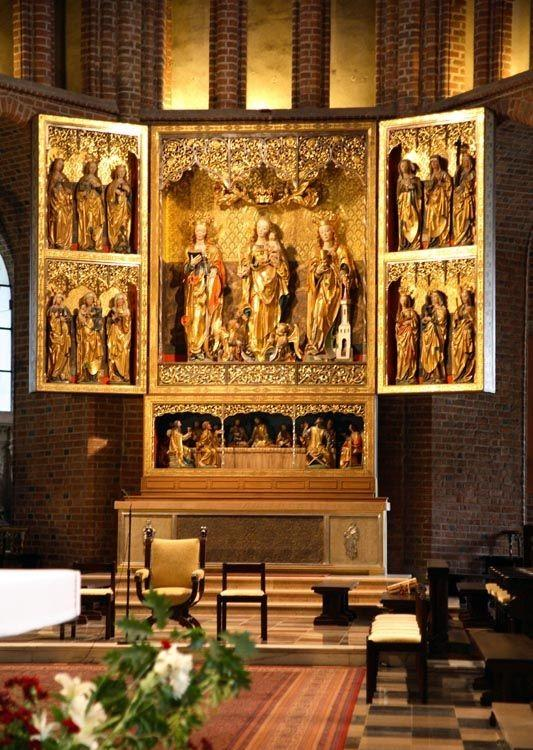
Altar
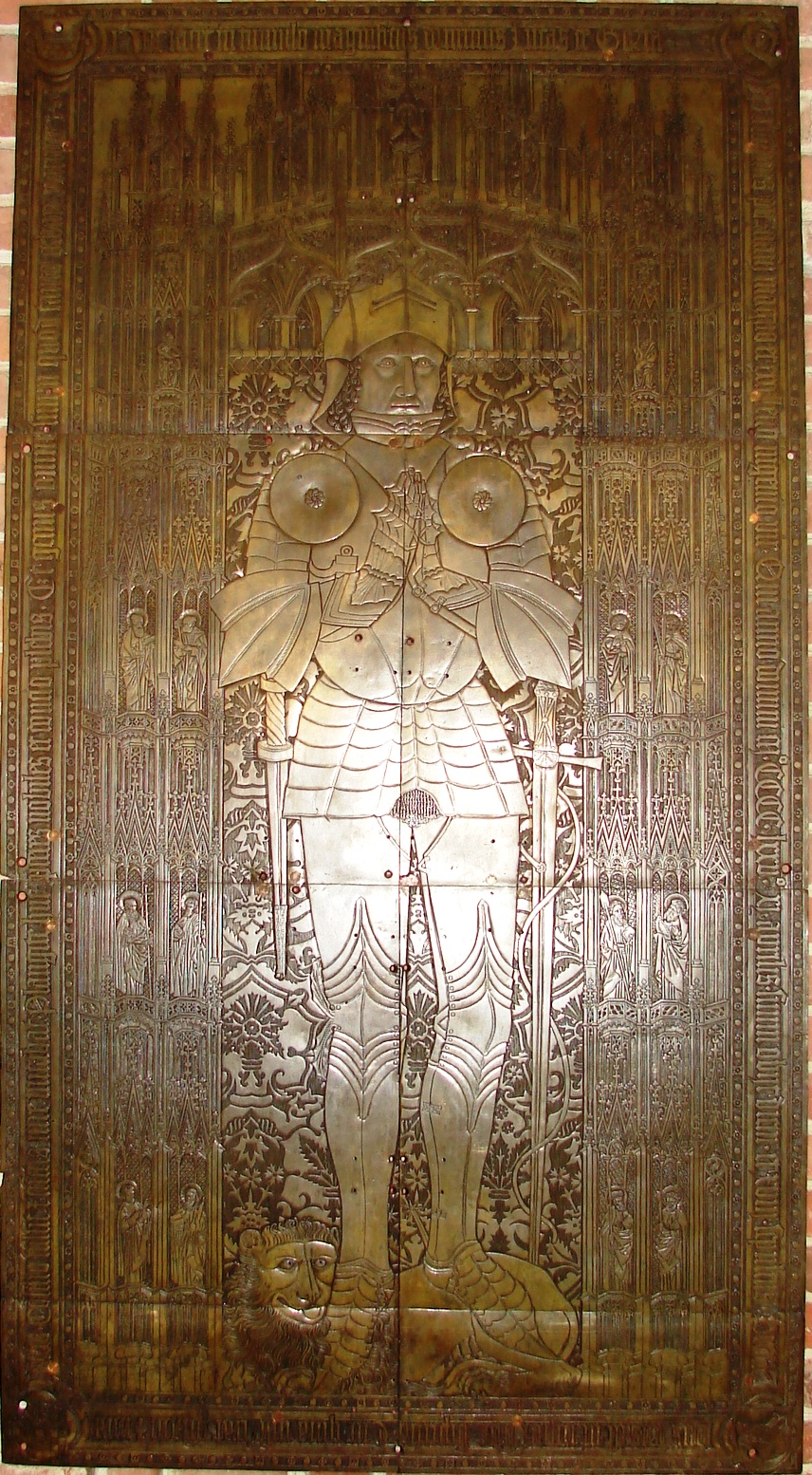
Placă funerară cu voievodul Łukasz I Górka
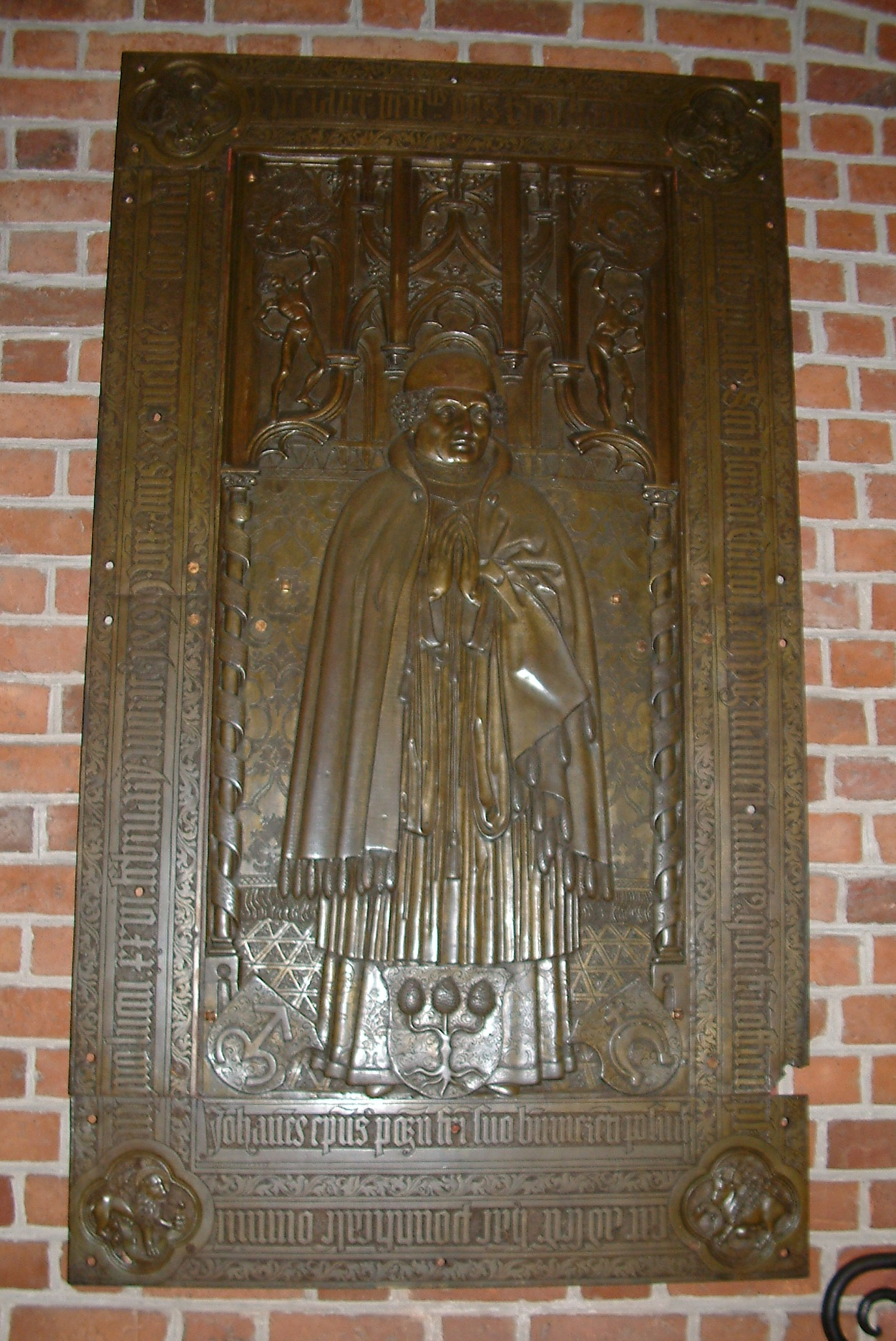
Placă funerară cu Bernard Lubrański
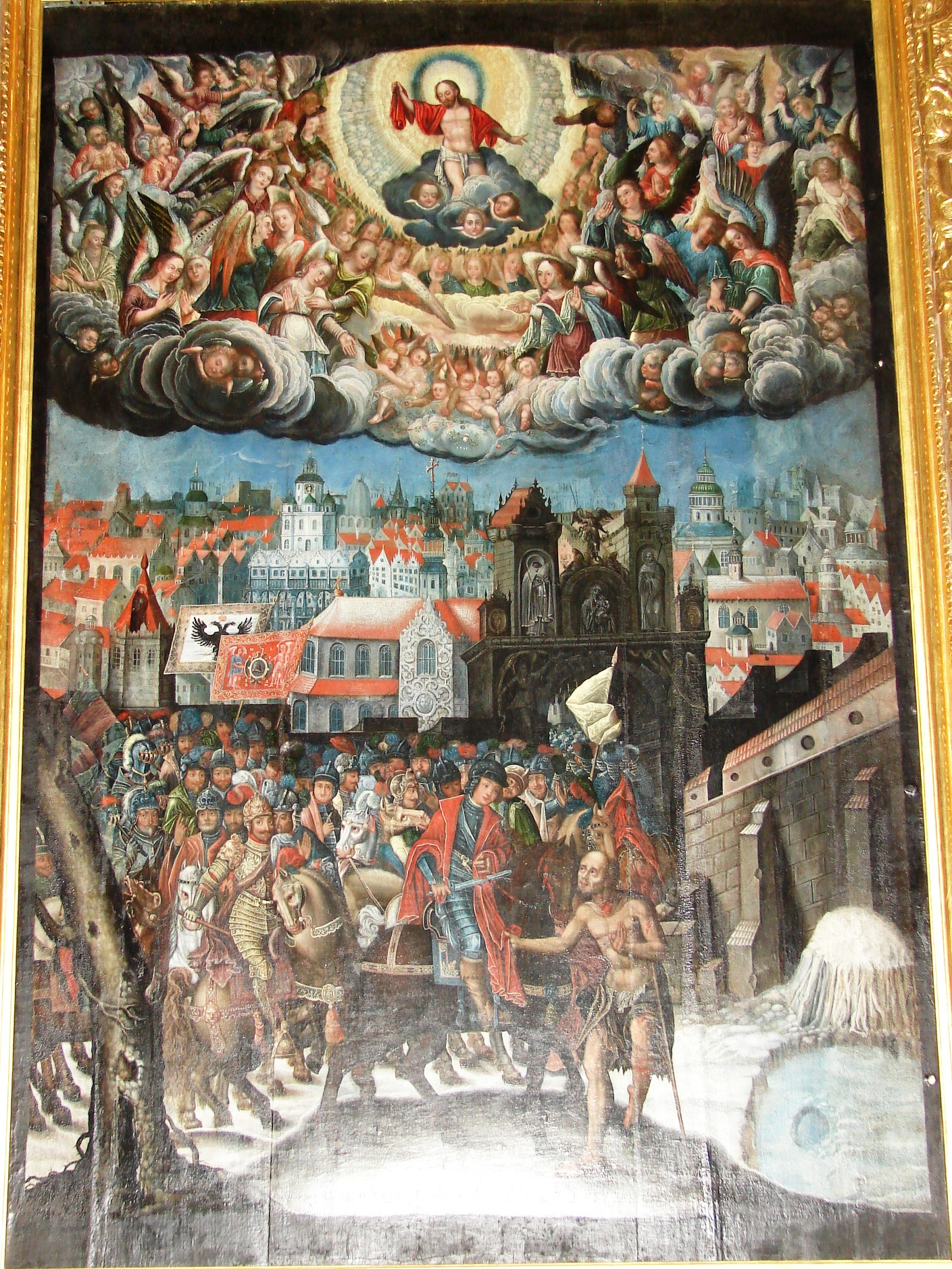
Intrarea Sf. Martin în Amiens
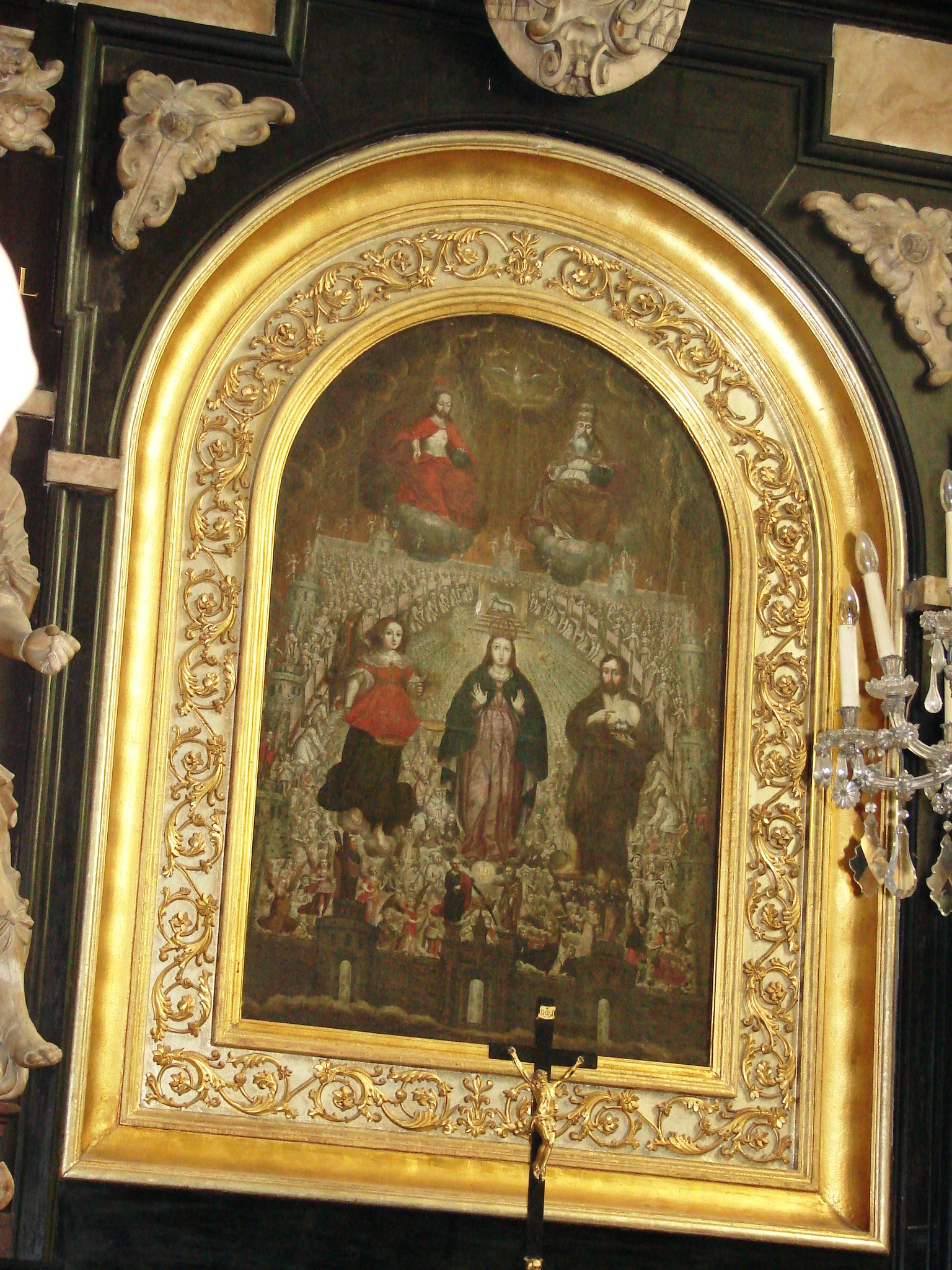
Ierusalimul Ceresc
Planul catedralei